# Rezerwat przyrody Słone Łąki

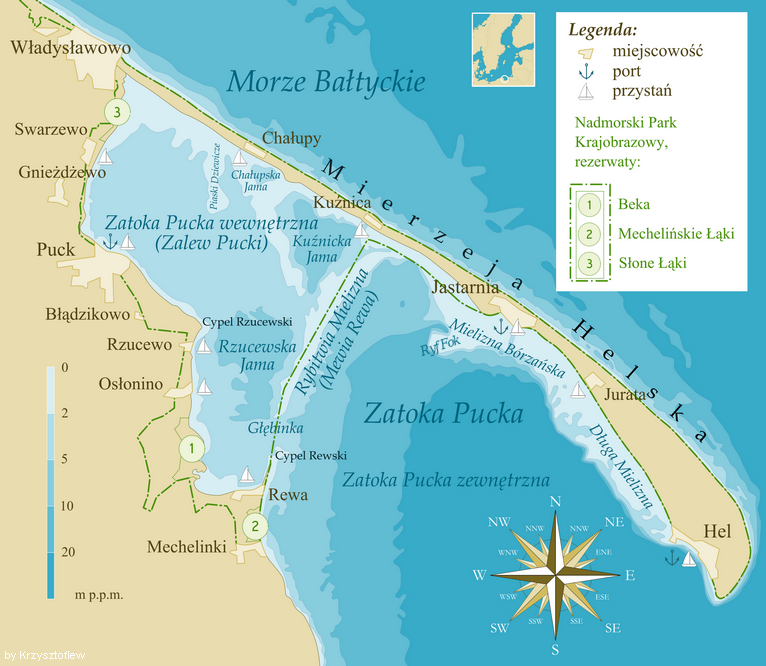
Położenie Rezerwatu Słone Łąki (3)

Rezerwat przyrody Słone Łąki – słonoroślowy rezerwat przyrody na Pobrzeżu Kaszubskim na obszarze Nadmorskiego Parku Krajobrazowego, położony we Władysławowie nad Zatoką Pucką, u nasady Mierzei Helskiej. Utworzony w 1999 roku. Jego utworzenie postulowano już w 1928 roku. Powierzchnia rezerwatu wynosi 27,76 ha, natomiast powierzchnia jego otuliny – 16,02 ha.
Ochroną rezerwatu objęte są gatunki słonorośli występujące na zalewowym akwenie Zatoki Puckiej pomiędzy Władysławowem i Swarzewem. Do najcenniejszych gatunków flory występujących w rezerwacie należy jarnik solniskowy (jedyne współczesne stanowisko na Pomorzu Gdańskim), centuria nadbrzeżna (ściśle chroniona), ostrzew spłaszczony, ostrzew rudy i babka nadmorska (ściśle chroniona).
W rezerwacie i przyległej do niego Zatoce Puckiej można spotkać wiele gatunków ptaków wodnych, są to na przykład mewy (Larus spp.), łyski (Fulica atra), łabędzie nieme (Cygnus olor) i różne gatunki kaczek właściwych. Czasami przebywają tutaj także ptaki siewkowe np. biegus zmienny (Calidris alpina), kszyk (Gallinago gallinago) czy łęczak (Tringa glareola) oraz gęsi.
Źródłem zasolenia są tu słonawe wody Zatoki Puckiej. Wybrzeże powstało w wyniku spiętrzeń sztormowych wód Zatoki Puckiej.
Właściciele gruntów, znajdujących się w granicach obiektu powołali Społeczny Komitet Obrony Praw Własności Nieruchomości Rezerwatu Przyrody „Słone Łąki”, który dąży do całkowitej likwidacji rezerwatu, a przynajmniej do poważnego zmniejszenia jego powierzchni.